# 鉄火場のシン
『鉄火場のシン』（てっかばのシン）は、原作：荒正義、作画：森遊作による日本の漫画作品。『近代麻雀』（竹書房）にて2010年8月15日号から2014年10月1日号まで連載された。単行本は全10巻。
バブル崩壊後の歌舞伎町を舞台に、主人公の雀ゴロが麻雀打ちの猛者と高レートの勝負を繰り広げていく麻雀漫画。キャッチコピーは「狂った高レート裏麻雀」。

## 概要
ある日突然亡くなった父親の本当の死因を知るために上京した主人公、山崎シンヤが歌舞伎町で様々な人間と麻雀を打っていく中でその真相を知っていく。

## 登場人物
山崎シンヤ
本作の主人公。静岡県出身。歌舞伎町を根城に、高レートの雀荘で打ち続ける雀ゴロ。
同じく麻雀打ちをしていた父を、ある闘牌をきっかけに失っている。その死の真相を探るべく、謎の鍵を握る「ネックレス」を片手に単身上京した。
花田孝治
通称「銀髪の将軍」。バブル期より、25年間麻雀のみで凌いできた裏プロ。独自の麻雀哲学を若手にも教える、かつて自分を経済的に支えた恩人の家族に送金を行うなど、この世界では珍しい人格者として描かれている。
石田
7つの会社のオーナー社長であり、花田とは10年以上前からの仲。麻雀の腕は花田には及ばないが、歌舞伎町でバブル期から打ち続けてきただけに相当の強者。シンヤをおちょくる事が多いため、シンヤからは軽く見られている。
四郎
シンヤより3つ若い茶髪男。裏プロ歴はシンヤより1年長く、攻守兼備の麻雀を打つ。ヤクザの集金を目の当たりにし恐怖を覚えた時に花田と出会い、その世界観に憧れて花田についていくようになった。そしてその後裏世界を離れ、表のプロ雀士として活躍する。
斉藤
色黒パーマの金持ち。麻雀の腕は並みだが、財力を武器にレートを沸騰させることによって勝つスタイルをとってきた。ハワイと女好き。
青木
極道のような身なりの博打商売人。花田とは20年来の友人で、元は腕一本で稼ぐ勝負師だったが、現在は裏雀荘・裏カジノの経営、ノミ屋など様々な違法賭博に携わって生計を立てている。
箱守
シャブの売人で、裏麻雀にも手を出している。花田と青木とは20年来の知り合いだが、自分の利益のためなら他人を犠牲にしても構わないという利己的かつ冷酷的な考えの持ち主であるため、花田や青木からは要注意人物として認識されている。
梅原
テレビ番組のプロデューサー。四郎の行きつけの雀荘の常連。腕は並みで態度が大きく、シンヤに的にされ惨敗した。四郎をプロ雀士として森田（後述）に推薦する。
ヒデ
テンゴのヒデとして恐れられていた雀士だが、麻雀の負けによる多額の借金を背負うことになり箱守の下でシャブの運び屋をする。シンヤ、四郎、石田と闘うも最後にシンヤに緑一色を振り込み負ける。その後、花田の活躍により、借金を帳消しにすることができた。
森田一弘
日本プロ麻雀連合理事。花田とは親友で、かつて花田との三本先取勝負で唯一勝利した経験を持っている。四郎がプロ雀士となるきっかけを作った人物。
ちはる
シンヤの彼女で、元婚約者。シンヤの父の死をきっかけに蒸発したシンヤを探すため、後を追うように単身上京、数年ぶりの再会を果たした。キャバクラで働きながら麻雀打ちの情報を集めていた。
耕平
ちはるに想いを寄せるチャラ男で、ITベンチャー企業の社長。理工系の学生時代にパソコン用セキュリティソフトを開発し、趣味としてクラッキングを行うなどセキュリティ技術に造詣が深い。池袋を拠点に高レートの麻雀を嗜み、シンヤの「ネックレス」の謎の一端を握っており、ちはるを仲介してシンヤと対局。後に、シンヤと共に陣内と対戦するきっかけをなしている。
越山
耕平の友人。陣内との勝負で、多額の借金を生命保険を担保に負っており、その際シンヤの持つような「ネックレス」を手渡された。
陣内
広島在住の雀士で、雀風は場況の読みに支えられた柔軟に打ち回し受ける。かつて唯一無二の親友に裏切られて、絶縁されるとともに顔を負傷し、左目を失明している。その後、孤独を貫き多くの人間を経済的・社会的に潰してきている。シンヤ達とは上記の「ネックレス」の謎を賭けて対局し、敗北。
柏木
花田の古くからの友人。20年前までは陣内と組み麻雀で金持ちから搾り取っていたが、その強引なやり方を快く思わなかった青木と箱守にハメられヤクザに引き渡される。（その際花田が利用されたため、誤解して花田に殺意に近い憎悪を抱いている。）危うく生命を奪われそうになるが、極限状況下で人間離れした感性を身に着け、結果として花田と同等に近い雀力と、冷酷さを身につけてしまった。花田との勝負で決着の直前に花田に対し発砲し逃走する。

## 書籍
- 荒正義、森遊作 『鉄火場のシン』竹書房〈近代麻雀コミックス〉、全10巻
  1. 2011年10月31日初版発行 ISBN 978-4-8124-7673-4
  2. 2012年3月2日初版発行 ISBN 978-4-8124-7739-7
  3. 2012年7月11日初版発行 ISBN 978-4-8124-7915-5
  4. 2012年10月31日初版発行 ISBN 978-4-8124-8011-3
  5. 2013年3月16日初版発行 ISBN 978-4-8124-8135-6
  6. 2013年7月29日初版発行 ISBN 978-4-8124-8376-3
  7. 2013年8月28日初版発行 ISBN 978-4-8124-8398-5
  8. 2014年2月17日初版発行 ISBN 978-4-8124-8514-9
  9. 2014年7月28日初版発行 ISBN 978-4-8124-8746-4
  10. 2014年11月1日初版発行 ISBN 978-4-8019-5021-4

## オリジナルビデオ

### 灼熱の闘牌録！鉄火場のシン 生き残るモノの覚悟
2014年8月6日に発売されたオリジナルDVD。

#### あらすじ
バブル崩壊後の新宿。数少なくなった高レートの場を求めて、雀荘を渡り歩いている山崎シンヤは、雀荘「南風」で銀髪の男と同卓する。腕に自信があり、強気の麻雀で攻めるシンヤだったが、結局銀髪の男に勝つことが出来ずに終わってしまう。悔しがるシンヤは、「南風」の常連客・石田から、その男の正体が、この街の食物連鎖の頂点に立つ男、25年間麻雀のみで凌いできた裏プロ・花田である事を聞き出す。再戦しようと花田を探しまわるシンヤは、ある日、箱守という男から、金を用意すれば花田と打たせてやると持ちかけられ、全財産を持って箱守の指定するマンションを訪れるのだが、そこには花田はおらず代わりにヒデと対戦することになる。

#### キャスト
- 山崎シンヤ - 滝口幸広
- ちはる - 木嶋のりこ
- ヒデ - 阿部亮平
- 石田 - 長谷川公彦
- 箱守 - 銀次郎
- チーママ - 宮内こずえ（日本プロ麻雀連盟）
- 花田 - 史朗

#### スタッフ
- 原作 - 森遊作、荒正義
- 監督 - 松岡孝典
- 脚本 - 森田剛行
- 音楽 - 実愛
- 製作 - 伊藤明博
- プロデューサー - 倉田麻由、三木和史
- 撮影 - 長瀬　拓
- 照明 - 浅見貴宏
- 録音 - 光地拓郎
- 衣装 - 天野多恵
- ヘアメイク - いしいのり子
- 編集 - 松岡孝典、谷口恒平
- 闘牌指導 - 猿川真寿（日本プロ麻雀連盟）、三田真也（日本プロ麻雀連盟）
- 助監督 - 石和摂
- 制作担当 - 大塚和雄
- 制作 - ビデオプランニング
- 製作 - 竹書房

### 灼熱の闘牌録！鉄火場のシン　卓上に賭けた絆
2014年9月3日発売されたオリジナルDVD。

#### あらすじ
高レートの場を求め、雀荘を渡り歩いている山崎シンヤは、ある日、ちはるから、ITベンチャー企業の社長・耕平を紹介される。実は、シンヤは父親が死ぬ原因となった麻雀の対戦相手を探しており、その情報を耕平が持っているというのだ。しかし、ちはるを好きな耕平は、その情報とちはるを賭けて麻雀勝負をしようと挑んでくる。勝負を受けることになったシンヤだったが、自分と似たような麻雀を打つ耕平に苦戦を強いられてしまう。何とか勝つことが出来たシンヤは、父親と同じような経験をし、多額の借金に苦しんでいる耕平の幼馴染から、相手の情報と10日後に勝負をすることを聞き出す。

#### キャスト
- 山崎シンヤ - 滝口幸広
- - 仁科貴
- ちはる - 木嶋のりこ
- 耕平 - 稲葉友
- - 増田具佑
- 石田 - 長谷川公彦
- 箱守 - 銀次郎
- 花田 - 史朗
- - 猿川真寿

#### スタッフ
- 原作 - 森遊作、荒正義
- 監督 - 松岡孝典
- 脚本 -
- 音楽 -
- 製作 -
- プロデューサー -
- 撮影 -
- 照明 -
- 録音 -
- 衣装 -
- ヘアメイク -
- 編集 -
- 闘牌指導 -
- 助監督 -
- 制作担当 -
- 制作 - ビデオプランニング
- 製作 - 竹書房